# Иржавец (приток Остра)
Иржа́вец (укр. Іржа́вець) — левый приток реки Остёр, протекающий по Нежинскому району (Черниговская область).

## География
Длина — 8 км.
Река берёт начало севернее села Иржавец. Река течёт на юго-восток. Впадает в реку Остёр юго-западнее села Иржавец.
Русло сильно-извилистое, пересыхает.
Пойма очагами занята заболоченными участками с лугами и кустарниками, лесом.